# Hartselle
Hartselle är en stad (city) i Morgan County, i delstaten Alabama, USA. Enligt United States Census Bureau har staden en folkmängd på 14 322 invånare (2011) och en landarea på 42,1 km².